# トーランス高校

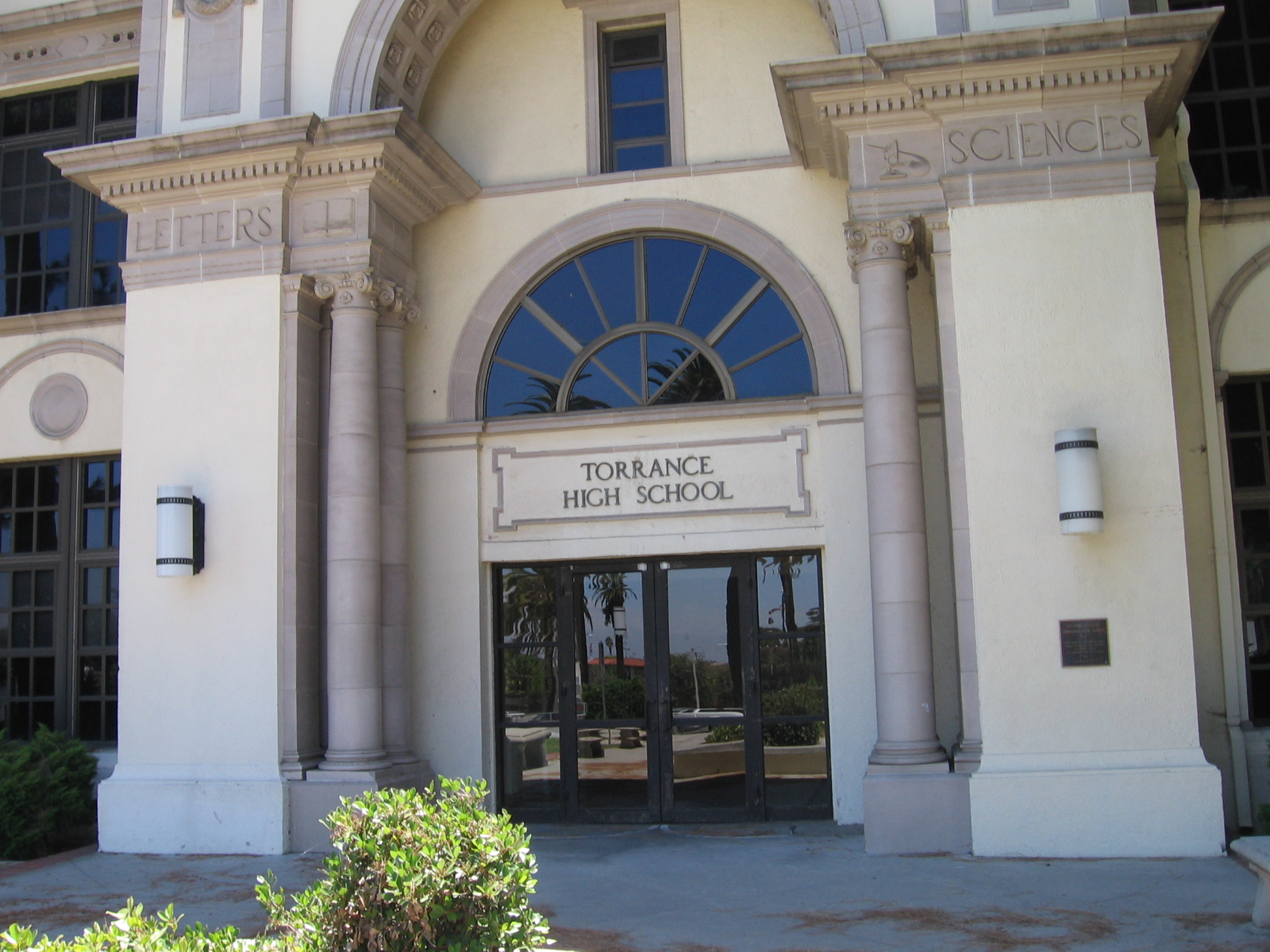
トーランス高校

トーランス高校（トーランスこうこう, Torrance High School）は、アメリカ合衆国カリフォルニア州トーランス（トーランス統一学区）にある最も古い高等学校。スクールカラーはマルーンとグレイ、マスコットはTommy Tartar (トミーターター)である。
1917年9月11日に開校し、1918年6月18日に最初の卒業式が行われて2人が修了した。

## フィクション作品
トーランス高校はハリウッドに近いこともあり、映画やテレビの撮影場所として、たびたび利用される。

### 劇場映画
- シーズ・オール・ザット
- チアーズ!
- ワイルドシングス3
- ブルース・オールマイティ

など。

### テレビドラマ
- ビバリーヒルズ高校白書
- 新ビバリーヒルズ青春白書
- バフィー 〜恋する十字架〜
- ミディアム 霊能者アリソン・デュボア

など。